# Andreas Öder
Andreas Öder, auch Endres Eder († 31. August 1529 in Meersburg), war ein deutscher Priester, reformierter Prediger und Märtyrer. 

## Leben und Wirken
Andreas Öder dürfte in Memmingen geboren sein, wo er von 1519 an als Vikar an der St.-Leonhards-Kapelle, von 1524 an als Kaplan an der St.-Georgen-Kapelle wirkte. Er wurde beeinflusst von den Predigten des Schweizer Reformators Christoph Schappeler, der seit 1513 in Memmingen war. 
1527 bewarb sich Öder um die Pfarrei Frauenzell. Die Patronatsherrin Magdalena Stüdli, Witwe des Memminger Bürgers Fabian Koch, und der Memminger Bürgermeister verpflichteten ihn, dort den reformierten Gottesdienst nach dem Memminger Vorbild einzuführen. Der Dekan des Landkapitels Isny und Pfarrer von Altusried Caspar Ruch leitete daraufhin eine Untersuchung ein. Öder wurde wohl auf Veranlassung des stiftkemptischen Vogts von Hohentann ergriffen und nach Meersburg, der Residenz des zuständigen Konstanzer Bischofs Hugo von Hohenlandenberg, gebracht. Das bischöfliche Gericht warf Öder den Bruch des Priestereides vor, mit dem er bei seiner Weihe dem Bischof geschworen hätte, bei der alten Lehre zu bleiben. Bittgesuche von Öders Schwestern, seiner Patronatsherrin und des Memminger Bürgermeisters blieben wirkungslos, weil Öder bei seiner Überzeugung blieb. Das bischöfliche Gericht erklärte ihn deshalb zum Ketzer und übergab ihn der weltlichen Gerichtsbarkeit; das Todesurteil wurde am 31. August 1529 in Meersburg, eher durch Verbrennen als durch Enthaupten, vollzogen.